# 烏斯特瓷器
烏斯特瓷器(Worcester Porcelain)係指英格蘭烏斯特郡製造的瓷器。始自1751年烏斯特郡通金製造廠仿造中國瓷器，1862年起，該製造廠改稱為烏斯特皇家瓷器有限公司。該工廠在這個領域內居領先地位，其產品為優秀工藝品設定標準。

## 歷史
起初，在契約上有十四位合夥人的名字，沃爾博士一直和該公司共進退，直到他在1776年去世前不久；大衛爵士管理該商行直到1783年。1751年-1783年期間，由沃爾經營管理；繼之是一連串新廠主，均為弗萊特家族和巴爾家族的成員。最早是約瑟夫‧弗萊特和約翰‧弗萊特，他們花費三千英鎊購買該廠的財產。1791年約翰‧弗萊特去世後，約瑟夫‧弗萊特和巴爾合作經營。1792-1807年該商號更名為弗萊特暨巴爾聯合商行；後改名巴爾、弗萊特暨巴爾商行至1813年；再更名為弗萊特、巴爾暨巴爾商行至1829年；爾後又名為巴爾暨巴爾聯合商行至1840年。